# Rolf Denker
Rolf Denker (* 20. Juni 1932 in Bielefeld; † 23. November 1999 in Tübingen) war ein deutscher Philosoph und Psychoanalytiker. Er war Professor für Philosophie und psychoanalytische Theorie an der Philosophischen Fakultät der Eberhard Karls Universität Tübingen.

## Leben und Wirken
Nach einer Ausbildung zum Verlagsbuchhändler studierte Denker Philosophie, Germanistik, Kunstgeschichte, Soziologie und Psychoanalyse in Bonn und Tübingen. Er war Schüler von Walter Schulz und Ernst Bloch und promovierte über die Kunstphilosophie von Kant und Goethe. Nach seiner Habilitation war er bis 1992 Akademischer Rat und Professor der Philosophie und psychoanalytischen Theorie an der Philosophischen Fakultät der Universität Tübingen. Dort entwickelte er Seminare und Kolloquien auf dem Grenzgebiet zwischen philosophischer und medizinischer Anthropologie mit Exkursen in die Geschichte der Philosophie und der Psychoanalyse. Anschließend war er Leiter eines privaten Anna-Freud-Institutes für angewandte Psychoanalyse und praktische Philosophie in Tübingen.
Ziel seiner anthropologischen Überlegungen war es, die ökonomischen, politischen und sozialpsychologischen Bedingungen zu erkunden für eine Gesellschaft mündiger Individuen. Diese müssten charakterlich fähig und bereit sein zu einer argumentativen Auseinandersetzung in einem kritischen Dialog. Arbeit und Spiel sowie künstlerische und wissenschaftliche Betätigungen sollten so beschaffen sein und so wirken können, dass die für die bürgerliche Gesellschaft typische Entstehung krankhafter Persönlichkeiten mit neurotischen, autoritären, narzisstisch-aggressiven oder psychotischen Störungen gemindert werden könnte.

## Publikationen
- Natur als Gegenstand der Malerei. Eine vergleichende Vergegenwärtigung kunstphilosophischer Gedanken Kants und kunsttheoretischer Anschauungen Goethes, 1961 (Dissertation Universität Tübingen).
- Einleitungen des Herausgebers zu Goethes Schriften zur Kunst in 2 Bänden, Artemis-dtv-Ausgabe, München 1962.
- Aufklärung über Aggression, Stuttgart 1966, 5., überarbeitete und erweiterte Aufl. 1975.
- Individualismus und mündige Gesellschaft. Simmel, Popper, Habermas, Dostojewskij, Camus, Ortega. Stuttgart 1967.
- Grenzen liberaler Aufklärung bei Kant und anderen, Stuttgart 1968
- Naturwissenschaft und Politik, 1968.
- Zur Dialektik der bürgerlichen Gesellschaft, 1969.
- Grenzen der Menschen, 1973.
- Angst und Aggression, Stuttgart 1974.
- Selbst-Bild als Fremdentwurf. Aufsätze zur Philosophie von Kant bis Bloch, Tübingen 1985.
- Anna Freud zur Einführung, Hamburg 1995.
- Abschied vom Gewissen, aus dem Nachlass herausgegeben von Stephan Becker und Uwe Bernhardt, Gießen 2002.
- Hiob – oder die Schwere des Glücks: ein philosophisches Lesebuch über Leben und Lebenlassen, aus dem Nachlass herausgegeben von Uwe Bernhardt, Friederike Denker, Hans Martin Dober, Münster 2003.